# 第25回全日本大学女子サッカー選手権大会
第25回全日本大学女子サッカー選手権大会は、2016年12月24日から2017年1月15日にかけて兵庫県と東京都で開催された、全日本大学女子サッカー選手権大会である。別称は、インターカレッジ女子サッカー（略称・通称：インカレ女子サッカー）。

## 概要
JFA Youth & Development Programme（次世代選手の育成を促進することを目的としたプロジェクト。以下、JYD）対象事業の1つである。大会キャッチコピーは「私、咲け。」。
日程は2年連続の年またぎ開催。なお、大きな地域実力差と過密な試合間隔に関しては課題が残っている。

### 大会運営団体
- 主催：公益財団法人日本サッカー協会（以下、JFA）、朝日新聞社、一般社団法人全日本大学女子サッカー連盟（以下、JUWFA）
- 主管（全てJFA下部組織）：一般社団法人兵庫県サッカー協会、関西学生女子サッカー連盟、関東大学女子サッカー連盟（プロモーション・準決勝以降の運営）
- 後援：日刊スポーツ新聞社、フジテレビジョン（以下、フジテレビ）、BSフジ、サンケイスポーツ
- 協賛（全てJYDパートナー企業）：株式会社ナイキジャパン（パートナー）、ニチバン株式会社・株式会社 明治（サポーター）、株式会社モルテン（プロバイダー）

### 大会要項・競技方法
基本的に大会実施年度のJFAサッカー競技規則に従い、参加チームによるノックアウト方式で、3位決定戦も行う。その他の事項については女子大会部会において協議の上決定する。

#### 主な大会独自規定
1回戦 - 準々決勝
- 交代は、登録した7名以内の交代要員の中から5名まで。
- 時間内で勝敗が決しない場合はPK戦を行う（3位決定戦も）。

準決勝以降
- 交代は、登録した7名以内の交代要員の中から3名まで。
- 時間内で勝敗が決しない場合は延長戦20分（10分ハーフ）を行う。延長戦でも勝敗が決しない場合はPK戦を行う。

### イベント
- 『インスタパネル撮影会』が、男子インカレ決勝[1]と皇后杯準決勝[2]で行われた。
- 『大会応援キャラクター』の投票が行われ、『VBEE』（幸せのシンボル!勝利のミツバチ）に決定した[3]。
- 『スゴ技コンテスト』がTwitterとfacebookで行われ、日本体育大学が優勝した[4]。
- 『なでしこひろば』（女子小・中学生を対象としたサッカー普及・交流イベント）が、東京ラウンド各日程終了後フットサルコートにて行われた。

## 日程・会場
- 地域予選：2016年8月27日 - 11月20日
  - 東北[5]・関東[6]・東海[7]・関西[8]では地域リーグが予選を兼ねた。
  - 北信越・中国[9]・四国[10]・九州[11]では予選会が行われた。
  - 北海道では参加が1チームのため無開催[12]で決定された。
- 組合せ抽選会：11月28日

| 1回戦 - 準々決勝 12月24日 - 28日                                               | 日程                   | 準決勝 - 決勝 2017年1月13日 - 15日                                    |
| 兵庫県三木市                                                                   | 開催地                 | 東京都北区                                                            |
| 兵庫県立三木総合防災公園内 第1・2陸上競技場 みきぼうパークひょうご第1・2球技場 | 会場名                 | 味の素フィールド西が丘                                                |
| ------------------------------------------------------------------------------ | ---------------------- | --------------------------------------------------------------------- |
| 北緯34度47分00秒 東経135度03分08秒 / 北緯34.783335度 東経135.05215度           | 兵庫県三木市東京都北区 | 北緯35度46分09秒 東経139度42分29秒 / 北緯35.769123度 東経139.707977度 |
|                                                                                | 兵庫県三木市東京都北区 |                                                                       |

## 出場チーム
関東地域所属チームが連覇したため、出場枠は昨年と同じ振り分けとなった。また、24チーム参加形式となった2012年度以降で、初めて全チームが単独校での出場となった。
※背景色濃い目のチームは優勝経験校。
| 地域（出場枠/予選参加数） | チーム                  | ホーム   | 2016年度参加リーグ（最上位）    | 備考   |
| ------------------------- | ----------------------- | -------- | ------------------------------- | ------ |
| 北海道(1/1)               | 札幌大学                | 北海道   | 北海道女子サッカーリーグ        | [ 13 ] |
| 東北(2/5)                 | 1仙台大学               | 宮城県   | Liga Student東北                | [ 14 ] |
| 東北(2/5)                 | 2八戸学院大学           | 青森県   | 東北地域大学女子サッカーリーグ  | [ 15 ] |
| 関東(6+1/10)              | 1日本体育大学           | 神奈川県 | なでしこリーグ2部               | 皆勤賞 |
| 関東(6+1/10)              | 2早稲田大学             | 東京都   | 関東女子サッカーリーグ1部       | [ 17 ] |
| 関東(6+1/10)              | 3武蔵丘短期大学         | 埼玉県   | 関東女子サッカーリーグ2部       | [ 18 ] |
| 関東(6+1/10)              | 4神奈川大学             | 神奈川県 | 関東女子サッカーリーグ2部       | [ 19 ] |
| 関東(6+1/10)              | 5東洋大学               | 群馬県   | 群馬県女子サッカーリーグ1部     | 初出場 |
| 関東(6+1/10)              | 6東京国際大学           | 埼玉県   | 関東女子サッカーリーグ1部       | [ 21 ] |
| 関東(6+1/10)              | 7帝京平成大学           | 千葉県   | 千葉県女子サッカーリーグ1部     | 初出場 |
| 北信越(2/6)               | 1新潟医療福祉大学       | 新潟県   | チャレンジリーグWEST            | [ 23 ] |
| 北信越(2/6)               | 2北陸大学               | 石川県   | 北信越女子サッカーリーグ        | [ 24 ] |
| 東海(2/7)                 | 1静岡産業大学           | 静岡県   | チャレンジリーグWEST            | [ 25 ] |
| 東海(2/7)                 | 2愛知東邦大学           | 愛知県   | 東海女子サッカーリーグ1部       | [ 26 ] |
| 関西(4/8)                 | 1大阪体育大学           | 大阪府   | 関西学生女子サッカーリーグ1部   | 皆勤賞 |
| 関西(4/8)                 | 2姫路獨協大学           | 兵庫県   | 関西学生女子サッカーリーグ1部   | [ 28 ] |
| 関西(4/8)                 | 3追手門学院大学         | 大阪府   | 関西学生女子サッカーリーグ1部   | 初出場 |
| 関西(4/8)                 | 4武庫川女子大学         | 兵庫県   | 関西学生女子サッカーリーグ1部   | [ 30 ] |
| 中国(2/4)                 | 1徳山大学               | 山口県   | 中国女子サッカーリーグ          | [ 31 ] |
| 中国(2/4)                 | 2広島文教女子大学       | 広島県   | 広島県女子サッカーリーグAリーグ | 初出場 |
| 四国(2/4)                 | 1環太平洋大学短期大学部 | 愛媛県   | なでしこリーグ2部               | [ 33 ] |
| 四国(2/4)                 | 2四国大学               | 徳島県   | 徳島県女子サッカーリーグ        | [ 34 ] |
| 九州(2/4)                 | 1福岡大学               | 福岡県   | 九州女子サッカーリーグ2部       | 皆勤賞 |
| 九州(2/4)                 | 2九州共立大学           | 福岡県   | 九州女子サッカーリーグ2部       | [ 36 ] |

## トーナメント

### 兵庫ラウンド
2回戦の斜体字校（関東第1 - 3、北信越第1、東海第1、関西第1・2、中国第1の代表）は、シード権を持ち、同地域のシード校が同じブロックに入るのも避けられている。なお、1回戦での同地域同士の対戦も避けられている。
| 1回戦（M1・2）         | 1回戦（M1・2） |  |  | 2回戦（M9・10）12月26日 | 2回戦（M9・10）12月26日 |  |              | 準々決勝(M17) | 準々決勝(M17) |
|                        |                |  |  |                         |                         |  |              |               |               |
|                        |                |  |  | 日本体育大学            | 2                       |  |              |               |               |
| 環太平洋大学短期大学部 | 6              |  |  | 環太平洋大学短期大学部  | 1                       |  |              |               |               |
| 武庫川女子大学         | 1              |  |  |                         |                         |  | 日本体育大学 | 1             |               |
|                        |                |  |  |                         |                         |  | 静岡産業大学 | 0             |               |
|                        |                |  |  | 東京国際大学            | 1                       |  |              |               |               |
| 東京国際大学           | 7              |  |  | 静岡産業大学            | 4                       |  |              |               |               |
| 北陸大学               | 0              |  |  |                         |                         |  |              |               |               |

| 1回戦（M3・4） | 1回戦（M3・4） |  |  | 2回戦（M11・12） | 2回戦（M11・12） |  |            | 準々決勝(M18) | 準々決勝(M18) |
|                |                |  |  |                  |                  |  |            |               |               |
|                |                |  |  | 姫路獨協大学     | 1(2)             |  |            |               |               |
| 九州共立大学   | 0              |  |  | 神奈川大学(PK)   | 1(4)             |  |            |               |               |
| 神奈川大学     | 13             |  |  |                  |                  |  | 神奈川大学 | 2             |               |
|                |                |  |  |                  |                  |  | 東洋大学   | 0             |               |
|                |                |  |  | 東洋大学         | 2                |  |            |               |               |
| 東洋大学       | 3              |  |  | 徳山大学         | 0                |  |            |               |               |
| 仙台大学       | 1              |  |  |                  |                  |  |            |               |               |

| 1回戦（M5・6） | 1回戦（M5・6） |  |  | 2回戦（M13・14） | 2回戦（M13・14） |  |                | 準々決勝(M19) | 準々決勝(M19) |
|                |                |  |  |                  |                  |  |                |               |               |
|                |                |  |  | 武蔵丘短期大学   | 1                |  |                |               |               |
| 四国大学       | 3              |  |  | 四国大学         | 0                |  |                |               |               |
| 札幌大学       | 0              |  |  |                  |                  |  | 武蔵丘短期大学 | 1             |               |
|                |                |  |  |                  |                  |  | 大阪体育大学   | 0             |               |
|                |                |  |  | 愛知東邦大学     | 0                |  |                |               |               |
| 八戸学院大学   | 1              |  |  | 大阪体育大学     | 8                |  |                |               |               |
| 愛知東邦大学   | 3              |  |  |                  |                  |  |                |               |               |

| 1回戦（M7・8）   | 1回戦（M7・8） |  |  | 2回戦（M15・16） | 2回戦（M15・16） |  |                  | 準々決勝(M20) | 準々決勝(M20) |
|                  |                |  |  |                  |                  |  |                  |               |               |
|                  |                |  |  | 新潟医療福祉大学 | 7                |  |                  |               |               |
| 福岡大学         | 0              |  |  | 追手門学院大学   | 2                |  |                  |               |               |
| 追手門学院大学   | 1              |  |  |                  |                  |  | 新潟医療福祉大学 | 0             |               |
|                  |                |  |  |                  |                  |  | 早稲田大学       | 3             |               |
|                  |                |  |  | 帝京平成大学     | 0                |  |                  |               |               |
| 広島文教女子大学 | 1              |  |  | 早稲田大学       | 4                |  |                  |               |               |
| 帝京平成大学     | 9              |  |  |                  |                  |  |                  |               |               |

#### 準々決勝
| #17 | 12月28日 11:00 |

| 日本体育大学  | 1 - 0          | 静岡産業大学 |
| 三浦桃 90+3分 | 公式記録 (PDF) |              |

| みきぼうパークひょうご第1球技場 観客数: 100人 主審: 宮崎真理 |

| #18 | 12月28日 13:40 |

| 神奈川大学                         | 2 - 0          | 東洋大学 |
| 23分 庭野真帆 47分 · 三丸郁美 53分 | 公式記録 (PDF) |          |

| みきぼうパークひょうご第1球技場 観客数: 60人 主審: 藤田美智子 |

| #19 | 12月28日 11:00 |

| 武蔵丘短期大学 | 1 - 0          | 大阪体育大学 |
| 園田瑞貴 33分  | 公式記録 (PDF) |              |

| みきぼうパークひょうご第2球技場 観客数: 179人 主審: 楠本成美 |

| #20 | 12月28日 13:40 |

| 新潟医療福祉大学 | 0 - 3          | 早稲田大学                                             |
|                  | 公式記録 (PDF) | 三浦紗津紀 50分 · 82分 松原有沙 78分 · 平國瑞希 90+3分 |

| みきぼうパークひょうご第2球技場 観客数: 143人 主審: 近藤恭子 |

### 東京ラウンド
|  | 準決勝         | 準決勝 |              |           | 決勝           | 決勝 |
|  |                |        |              |           |                |      |
|  | M21            | M21    |              |           | M24            | M24  |
|  | 日本体育大学   | 4      | 日本体育大学 | 1         |                |      |
|  | 神奈川大学     | 0      |              |           | 早稲田大学     | 2    |
|  | M22            |        |              |           |                |      |
|  | 武蔵丘短期大学 | 1      |              | 3位決定戦 | 3位決定戦      |      |
|  | 早稲田大学     | 2      |              |           | M23            | M23  |
|  |                |        |              |           | 神奈川大学     | 2    |
|  |                |        |              |           | 武蔵丘短期大学 | 1    |
|  |                |        |              |           |                |      |

#### 準決勝
| #21 | 1月13日 11:00 |

| 日本体育大学                                                        | 4 - 0          | 神奈川大学 |
| 三浦桃 9分 · 88分 江﨑杏那 33分 · 布施香菜子 69分 · 島村友妃子 74分 | 公式記録 (PDF) |            |

| 観客数: 870人 主審: 山下良美 |

| #22 | 1月13日 14:00 |

| 武蔵丘短期大学     | 1 - 2          | 早稲田大学                    |
| 48分 八浪直香 57分 | 公式記録 (PDF) | 松原有沙 16分 · 河野朱里 26分 |

| 観客数: 1236人 主審: 朝倉みな子 |

#### 3位決定戦
| #23 | 1月15日 9:15 |

| 神奈川大学                        | 2 - 1          | 武蔵丘短期大学 |
| 80分 小森碧伊 9分 · 瀧澤莉央 73分 | 公式記録 (PDF) | 園田瑞貴 84分  |

| 観客数: 1752人 主審: 的崎睦子 |

#### 決勝戦
| #24 | 1月15日 12:08 |

| 日本体育大学    | 1 - 2          | 早稲田大学                          |
| 布施香菜子 38分 | 公式記録 (PDF) | 三浦紗津紀 50分 · 中村みづき 90+2分 |

| 観客数: 3281人 主審: 松尾久美子 |

## 結果・表彰
※フェアプレー賞は、ベスト4進出チームの中から選ばれる。
| 順位 | チーム         | 備考                              |
| ---- | -------------- | --------------------------------- |
| 1    | 早稲田大学     | 2年連続5回目、大会MVP：三浦紗津紀 |
| 2    | 日本体育大学   | 10年振り3回目、フェアプレー賞     |
| 3    | 神奈川大学     | 10年振り4回目                     |
| 4位  | 武蔵丘短期大学 | 2年振り2回目                      |

### ゴールランキング
| ゴール/出場試合数 | 選手/ポジション | チーム（学年）/前所属                      | 備考                                   |
| ----------------- | --------------- | ------------------------------------------ | -------------------------------------- |
| 7/4               | 小森碧伊/FW     | 神奈川大学（2年）/常盤木学園               |                                        |
| 6/2               | 大竹麻友/FW     | 帝京平成大学（2年）/日ノ本学園             |                                        |
| 3/4               | 三浦桃/MF       | 日本体育大学（2年）/大商学園               | 2015 U-19日本女子代表                  |
| 3/2               | 山谷瑠香/FW     | 新潟医療福祉大学（4年）/北海道文教大学明清 | アルビレックス新潟レディースに加入内定 |
| 3/2               | 伊東莉那/MF     | 帝京平成大学（2年）/日本航空               |                                        |

## テレビ放送
- 決勝戦（2017年1月15日12:00 - 14:25、BSフジ[41]）提供：JFA、解説：丸山桂里奈
- 大会ダイジェスト（2017年1月23日（22日深夜）1:40 - 2:40、フジテレビ「スポーツLIFE HERO’S PLUS」枠）